# Cefn Druids AFC
Cefn Druids AFC (walesiska: Clwb Pêl-droed Derwyddon Cefn) är en brittisk fotbollsklubb. Klubben har sin hemvist i den walesiska orten Cefn Mawr. Klubben spelar i den walesiska ligan (Welsh Premier League).

## Meriter
- Cupmästere: 8 (1880, 1881, 1882, 1885, 1886, 1898, 1899, 1904)[1]

## Placering tidigare säsonger
| Säsong    | Nivå | Liga           | Placering | Referens | Kommentar                      |
| --------- | ---- | -------------- | --------- | -------- | ------------------------------ |
| 2010/2011 | 2    | Cymru Alliance | 3         | [ 2 ]    |                                |
| 2011/2012 | 2    | Cymru Alliance | 6         | [ 3 ]    |                                |
| 2012/2013 | 2    | Cymru Alliance | 2         | [ 4 ]    |                                |
| 2013/2014 | 2    | Cymru Alliance | 1         | [ 5 ]    | Uppflyttad till Premier League |
| 2014/2015 | 1    | Premier League | 11        | [ 6 ]    | Nedflyttad till Cymru Alliance |
| 2015/2016 | 2    | Cymru Alliance | 2         | [ 7 ]    | Uppflyttad till Premier League |
| 2016/2017 | 1    | Premier League | 8         | [ 8 ]    |                                |
| 2017/2018 | 1    | Premier League | 5         | [ 9 ]    |                                |
| 2018/2019 | 1    | Premier League | 10        | [ 10 ]   |                                |
| 2019/2020 | 1    | Cymru Premier  | 8         | [ 11 ]   |                                |
| 2020/2021 | 1    | Cymru Premier  | 12        | [ 12 ]   |                                |
| 2021/2022 | 1    | Cymru Premier  | 12        | [ 13 ]   |                                |

## Trupp 2021/22
Uppdaterad: 19 juli 2021
| Nr | Land    | Pos | Namn                                 |
| -- | ------- | --- | ------------------------------------ |
| 1  | England | MV  | Michael Jones                        |
| 3  | Wales   | F   | Naim Arsan                           |
| 4  | England | F   | Josh Green                           |
| 5  | England | F   | Phil Mooney                          |
| 6  | Wales   | F   | Aaron Simpson                        |
| 7  | England | MF  | Ethan Cartwright (l.f. Chester F.C.) |
| 8  | England | MF  | Harry Brazel                         |
| 10 | Wales   | A   | Alex Darlington                      |
| 12 | Wales   | F   | Jake Buckle                          |
| 13 | Polen   | MV  | Dawid Szczepaniak (l.f. Wrexham AFC) |
| 14 | Wales   | MF  | Sam Phillips                         |
| 15 | England | MF  | Niall Flint                          |
| 16 | Wales   | MF  | Iwan Cartwright                      |
| 17 | England | F   | Ben Barratt                          |
| 18 | England | MF  | Tom Reilly                           |

| Nr | Land       | Pos | Namn                |
| -- | ---------- | --- | ------------------- |
| 19 | Kanada     | A   | Cody Ruberto        |
| 20 | Wales      | A   | Jonny Taylor        |
| 21 | Australien | MF  | Joe Faux            |
| 22 | Wales      | F   | Kieran Smith        |
| 23 | Wales      | MF  | Ben Davies          |
| 24 | Wales      | MF  | Harry Fuller        |
| 25 | Wales      | A   | Josh Hughes         |
| 26 | Wales      | A   | Jaden Jones         |
| 27 | Tyskland   | A   | Christophe Aziamale |
| 28 | Wales      | MF  | Ryan Kershaw        |
| 29 | England    | F   | Jacob Wise          |
| 31 | Wales      | MV  | Ben Edwards         |
| 33 | Wales      | F   | Stef Edwards        |
| 39 | Wales      | A   | Charley Edge        |